# Enschede–Münster
Das Straßenradrennen Enschede–Münster war eine Radsportveranstaltung in den Niederlanden und in Deutschland. Es war ein Wettbewerb, der als Eintagesrennen ausgetragen wurde.

## Geschichte
Enschede–Münster (auch EWG-Fernfahrt) wurde 1962 begründet und bis 1986 als Rennen für Amateure von der niederländischen Stadt Enschede nach Münster in Nordrhein-Westfalen ausgetragen.

## Palmarès
- 1962 ?
- 1963 ?
- 1964  Heinz Rüschhoff
- 1965  Eddy Merckx
- 1966  Victor Nuelant
- 1967  Dieter Leitner
- 1968  Michel Bertou
- 1969  Michel Bertou
- 1970  Burkhard Ebert
- 1971  Piet van Katwijk
- 1972  Burkhard Ebert
- 1973  Yvan Ronsse
- 1974  Johan van Uffel
- 1975  Helmut Ritterfeld
- 1976  Wilfried Trott
- 1977  Herman Snoeijink
- 1978  Friedrich von Loeffelholz
- 1979  Dieter Burkhardt
- 1980  Dieter Karrasch
- 1981  Piet Kuijs
- 1982  Maarten Ducrot
- 1983  Helmut Zacher
- 1984  Dieter Burkhardt
- 1985  Raimund Lehnert
- 1986  Jochen Görgen
- 1987 nicht ausgetragen
- 1988  Jochen Görgen